# Sebastian Tylicki
Sebastian Tylicki (ur. 1 marca 1989 w Bydgoszczy) – polski siatkarz, grający na pozycji libero.

## Sukcesy klubowe

### młodzieżowe
Mistrzostwa Polski Juniorów:
- 2008

### seniorskie
I liga:
- 2012
- 2013, 2014